# Frente de Liberación Nacional de Provenza
El Frente de Liberación Nacional de Provenza (FLNP; en francés: Front de libération national de la Provence; en occitano: Front de Liberacion Nacionala de Provença), es un grupo nacionalista militante que aboga por un estado independiente de Provenza y la secesión de Francia.
El grupo se activó en 2012. Al año siguiente inició campañas de graffiti y bombardeos. Los primeros cuatro atentados con bomba ocurrieron en el departamento de Var; tres bombas no detonaron y posteriormente se desactivaron, mientras que una explotó. El siguiente ataque del grupo tuvo lugar en 2014 en el departamento de Bouches-du-Rhône. No hubo más incidentes importantes hasta 2017; el grupo pareció concentrarse en una campaña de graffiti racista en Var. Como resultado de su naturaleza clandestina y la falta de pronunciamientos públicos del grupo, los medios de comunicación han descrito a la NLFP como una organización «misteriosa». El Gobierno francés ha declarado que se toma en serio las actividades del grupo.

## Historia

### Campaña de bombardeo
En 2012, el Frente de Liberación Nacional de Provenza anunció su presencia con una etiqueta de graffiti en el departamento de Var. La violencia comenzó el año siguiente. El 21 de enero de 2013, se descubrió una bomba frente a una agencia inmobiliaria en Garéoult, Var. La agencia inmobiliaria fue evacuada de inmediato y la bomba se desactivó pronto. Los folletos que se dejaron en el lugar reivindicaron la independencia de Provenza y criticaron al gobierno francés y a los especuladores inmobiliarios que supuestamente impidieron que la población provenzal tuviera acceso a su propia tierra. Dos meses después, el 23 de marzo, explotó una bomba casera frente a una agencia inmobiliaria en Sanary-sur-Mer, Var. La explosión solo provocó daños materiales y estuvo acompañada de grafitis en el lugar que decían: «FLNP» y «Provença libra». A finales de mes se encontró una bomba sin explotar en un banco del centro de Draguignan, en Var. Una cuarta bomba fue descubierta a las 06:40 del 6 de mayo de 2013 en Draguignan, frente a una sucursal del banco BNP Paribas. Se estableció una zona de seguridad y un robot desactivó la bomba a las 08:50. Se encontraron folletos en el sitio, con la declaración «Osca FLNP Prouvenço», traducido como «Viva la Provenza». Se eliminó la zona de seguridad recientemente establecida. Dos semanas más tarde se encontró una etiqueta FLNP en Flayosc, también en Var. Según una fuente policial, la etiqueta podría considerarse una advertencia. Al año siguiente, el FLNP atacó en el vecino departamento de Bouches-du-Rhône, con un ataque el 22 de enero. Alrededor de las 04:00, un artefacto explosivo improvisado detonó en una oficina de impuestos en Aix-en-Provence, causando solo daños materiales.
Los actos de su NLFP considerados significativos por el estado francés y provocaron una amplia cobertura mediática. Porque se sabe poco sobre ellos; los medios se refieren al grupo como «misterioso».

### Posviolencia
Después de un breve período de inactividad, aparecieron más etiquetas FLNP; no todas estas etiquetas fueron reclamadas por el grupo. El 9 de diciembre de 2014, dos sospechosos, un joven de 35 años en Niza y otro de 43 años en Draguignan, fueron arrestados por la policía antiterrorista por cargos relacionados con las placas y por ser miembros del FLNP. Ambos hombres fueron liberados después de 24 h.
Después de otros dos años de inactividad, el grupo dejó etiquetas racistas en el centro de Lorgues, nuevamente en Var. Las etiquetas decían «FLNP», «CFN», «FN vote» y el racialmente obsceno Dehors les barbus nique leurs mères («Afuera los hombres barbudos se follan/cojen a sus madres»). El alcalde local, Claude Alemagna, presentó una denuncia formal contra ellos a la policía el 20 de marzo de 2017. La policía afirma que no se refiere a una prioridad de un grupo estructurado popular. 